# Epigenetika
Epigenetika (epi- pomeni zunaj) je področje molekularne biologije, ki preučuje spremembe v izražanju genov organizma, ki niso povezane s spremembami v zaporedju DNK. Predstavlja spoznanje, da lahko na izražanje genov vplivajo tudi dejavniki okolja, ne da bi se pri tem moral spremeniti zapis DNK. Gre za kemično modifikacijo molekule DNK, ki se lahko v določenih primerih tudi deduje.
Epigenetika se večinoma ukvarja z molekulami, ki se vežejo na določen odsek DNK in s tem povzročijo »vklop« ali »izklop« prepisovanja posameznih genov. To so kemijski dodatki na verigi, med katerimi je najbolj preprosta metilna skupina (en ogljikov in trije vodikovi atomi), ki lahko povzroči, da se nek zapis gena ne bo prevajal v beljakovine in bo tako neaktiven. Najočitnejši primer za delovanje takšnih molekul je celična diferenciacija. Vse celice večceličnega organizma namreč vsebujejo enak genski zapis, kemijski modifikatorji (npr. hormoni, rastni faktorji ipd.) pa med razvojem povzročijo, da se posamezne zarodne celice diferencirajo v specializirane elemente tkiv. Epigenetika je tako eden osnovnih principov biologije evkariontov.